# Offlanges
Offlanges é uma comuna francesa na região administrativa de Borgonha-Franco-Condado, no departamento de Jura. Estende-se por uma área de 8,73 km². Em 2010 a comuna tinha 201 habitantes (densidade: 23 hab./km²).